# Daniel Jodoin

Wappen von Daniel Jodoin als Bischof von Bathurst

Daniel Jodoin (* 2. März 1957 in Granby) ist ein kanadischer Geistlicher und römisch-katholischer Bischof von Nicolet.

## Leben
Daniel Jodoin trat zunächst der Ordensgemeinschaft der Steyler Missionare bei und legte 1982 die zeitliche Profess ab. Von 1983 bis 1986 studierte er Philosophie an der Saint Paul University in Ottawa. Nach dem Ausscheiden aus dem Orden setzte er sein Theologiestudium ab 1986 am Priesterseminar des Bistums Saint-Hyacinthe und später am Seminar des Erzbistums Sherbrooke, für das er am 3. Oktober 1992 das Sakrament der Priesterweihe empfing.
Neben verschiedenen Aufgaben in der Pfarrseelsorge war er Verantwortlicher für den Klerus und das Priesterseminar des Erzbistums Sherbrooke. Im Jahr 2000 ging er zu weiterführenden Studien nach Rom und erwarb 2002 an der Päpstlichen Universität Gregoriana das Lizenziat in Dogmatik.
Am 22. Januar 2013 ernannte ihn Papst Benedikt XVI. zum Bischof von Bathurst. Der Erzbischof von Moncton, Valéry Vienneau, spendete ihm am 25. April desselben Jahres die Bischofsweihe; Mitkonsekratoren waren Claude Champagne OMI, Bischof von Edmundston, und Robert Harris, Bischof von Saint John, New Brunswick.
Papst Franziskus ernannte ihn am 18. Oktober 2022 zum Bischof von Nicolet. Die Amtseinführung fand am 16. Dezember desselben Jahres statt.